# Jurij Slatkonja

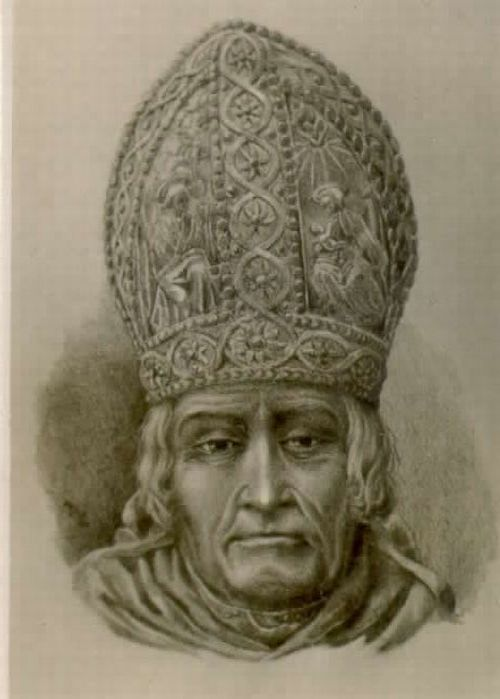
Jurij Slatkonja, förste biskop av Wien.

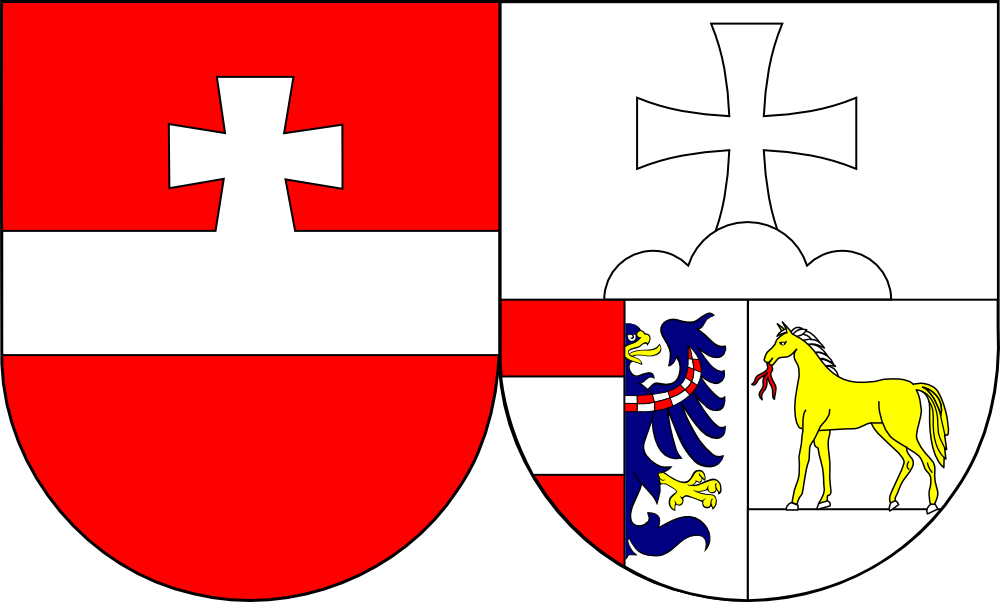
Slatkonjas vapensköld.

Jurij Slatkonja, under sitt förtyskade namn känd som Georg von Slatkonia, född den 21 mars 1456 i Laibach, (Krain), död den 26 april 1522 i Wien, var kompositör, körledare och slutligen biskop av Wien.

## Liv
Jurij föddes och utbildades i Ljubljana (tyska Laibach), fortsatte utbildningen i Ingolstadt efter 1473  och efter 1483 i Wien. Han var Novo Mestos andra provost och blev Wiens första biskop.
I Wien anställdes han som hovkaplan och kantor och byggde från år 1498 upp det kejserliga hovkapellet samt gosskören Wiener Sängerknaben, på uppdrag av den tysk-romerske kejsaren Maximilian I. Under Jurijs ledning knöts kompositörer som Paul Hofhaimer, Heinrich Isaac och Ludwig Senfl till hovkapellet.
1 mars 1513 valdes Jurij av Maximillian I till biskop av Wien. Valet bifölls av påven Leo X 12 augusti och biskopsvigningen i Stefansdomen i Wien ägde rum 13 november samma år. Därmed blev Jurij förste biskop av Wien efter stiftets grundande 1469. Han fortsatte sitt musikaliska arbetsliv som hovkapellmästare parallellt med biskopstiteln och var även bildad i och intresserad av matematik och fysik.
Jurij är begraven i Stefandomen i Wien.
Slatkonjas vapensköld har en gyllene häst. Släktens efternamn betyder på slovenska just "gyllene häst".